# Potalaka
Con il sostantivo maschile o neutro sanscrito Potalaka (devanāgarī: पोतलक; cinese: 補陀落山, Bǔtuóluò shān; giapponese:  Fudaraku-san; coreano:  보타락산, Pot'araksan; vietnamita: Bổ đà lác sơn; 
tibetano: པོ་ཏ་ལ, po ta la; tradotto anche Monte Potala o Monte Potalaka) si indica in quella lingua una montagna mitologica sede del bodhisattva buddista Mahāyāna della grande compassione, Avalokiteśvara.
La prima menzione di questa mitica montagna è nello Avataṃsakasūtra (ai T.D. 278-309 del Canone buddista cinese, e al Toh. 44 del Canone buddista tibetano) segnatamente nella parte che riporta il Gaṇḍavyūhasūtra:
(Gaṇḍavyūhasūtra, 159, 2, 6-11)
La collocazione di questo sacro monte è stata oggetto di speculazioni teologiche. A detta del pellegrino cinese Xuánzàng (玄奘, 602-664) esso si collocherebbe nel Sud dell'India, ad oriente delle mitologiche Montagne Malaya.  A detta di Xuánzàng sulla vetta di questo monte si colloca un lago nei pressi del quale vi è un palazzo di pietra celesta dimora del bodhisattva cosmico. Dal lago scorrerebbe un fiume che si avviluppa al monte per ben venti volte prima di giungere nel mare del Sud. Sempre secondo il pellegrino cinese, Avalokiteśvara apparirebbe ai suoi devoti alla base di questo monte, ma nella forma del dio  Maheśvara (Śiva) o nelle vesti di un rinunciante coperto di ceneri (sadhu). Secondo gli studiosi, Xuánzàng probabilmente intendeva indicare il monte Pothigai nel Tamil Nadu.
Nel Buddismo dell'Asia Orientale, esso è indicato come 補陀山 (Pǔtuó shān) e collocato come un'isola montuosa dell'arcipelago dello Zuoshan (provincia del Zheijang).
Quando il quinto Dalai Lama, Ngag dbang blo bzang rgya mtsho (ངག་དབང་བློ་བཟང་རྒྱ་མཚོ་, Ngawang Lozang Gyatso, 1617-1682) stabilì la sua residenza sul "Poggio Rosso" (དམར་པོ་རི, dmar po ri) a Lhasa, avviandone nel 1645 la trasformazione in una imponente fortezza, ribattezzò per l'occasione il nome del luogo come "Palazzo del monte Potala" (རྩེ་པོ་ཏ་ལའི་ཕོ་བྲང, Rtse po ta la'i pho brang). Considerandosi egli stesso una manifestazione umana di Avalokiteśvara , andò così a indicare questo nuovo palazzo come sacra, potente e visibile reggia della teocrazia da lui instaurata e rappresentata.